# Rivière Hébert
Pour les articles homonymes, voir Hébert.
La rivière Hébert est un affluent du lac Doda, coulant dans la municipalité de Eeyou Istchee Baie-James (municipalité), en Jamésie, dans la région administrative du Nord-du-Québec, au Québec, au Canada.
La rivière Hébert coule entièrement dans les cantons de Belmont, de Royal, de l’Espinay, de Machault et de Gradis. La foresterie constitue la principale activité économique du secteur ; les activités récréotouristiques, en second.
La vallée de la rivière Hébert est desservie par la route forestière R1053 (sens est-ouest) qui passe du côté nord-ouest et au nord du lac Hébert. Cette route rejoint la route R1009 (sens nord-sud) qui passe à l’est de la rivière de l'Aigle (lac Doda).
La surface de la rivière Hébert est habituellement gelée du début novembre à la mi-mai, toutefois la circulation sécuritaire sur la glace se fait généralement de la mi-novembre à la mi-avril.

## Géographie
Les bassins versants voisins de la rivière Hébert sont :
- côté nord : lac Father (lac Doda), lac Doda, rivière Opawica ;
- côté est : rivière de l'Aigle (lac Doda), rivière Yvonne, ruisseau Évrey, rivière Roy ;
- côté sud : rivière Pascagama, rivière Toussaint, réservoir Gouin ;
- côté ouest : rivière Saint-Cyr, lac Hébert (rivière Hébert), rivière Fortier.

La rivière Hébert prend naissance à l’embouchure d’un lac non identifié (longueur : 0,6 km ; élévation : 409 m) au sud du canton de Belmont, dans Eeyou Istchee Baie-James (municipalité).
Cette source est située à :
- 25,4 km au sud de l’embouchure du lac Hébert ;
- 34,3 km au sud de l’embouchure de la rivière Hébert (confluence avec le lac Doda) ;
- 43,2 km au sud-est de l’embouchure du lac Doda ;
- 80,2 km au sud-est de la confluence de la rivière Opawica et de la rivière Chibougamau, soit la tête de la rivière Waswanipi ;
- 352 km au sud-est de l’embouchure de la rivière Nottaway (confluence avec la Baie-James) ;
- 120,1 km au sud-ouest du centre-ville de Chibougamau ;
- 56,0 km au nord-ouest du centre du village de Obedjiwan.

À partir de l’embouchure du lac Hébert, la rivière Hébert coule sur 44,0 km selon les segments suivants :
Cours supérieur de la rivière Hébert (segment de 30,3 km)
- 0,7 km vers le sud, puis vers l’est, jusqu’à la rive sud-ouest d’un lac non identifié ;
- 3,5 km vers le nord-est, en traversant un lac non identifié (altitude : 395 m) sur sa pleine longueur ;
- 5,2 km vers le nord dans le canton de Belmont, jusqu’à la rive sud du Petit lac Hébert ;
- 2,7 km vers le nord en traversant le Petit lac Hébert (longueur : 4,1 km ; altitude : 389 m) ;
- 6,2 km vers le nord-est, jusqu’à la rive ouest du lac Hébert (rivière Hébert) ;
- 12,0 km vers le nord-est, en traversant le lac Hébert (rivière Hébert) (longueur : 16,7 km ; altitude : 389 m) ;

Cours inférieur de la rivière Hébert (segment de 13,7 km)
- 5,3 km vers le nord-est, jusqu’à la décharge (venant du sud) des lacs André et Machault ;
- 7,0 km vers le nord, jusqu’à la limite sud du canton de Gradis ;
- 1,4 km vers l’ouest en chevauchant la limite des cantons de Machault et de Gradis, puis vers le nord jusqu’à son embouchure[2].

La rivière Hébert se déverse sur la rive sud d’une baie s’étirant sur 1,2 km au sud du lac Doda. La partie nord de ce lac est traversée vers l’ouest par la rivière Opawica. De là, le courant de cette rivière descend généralement vers l’ouest en traversant notamment le lac Doda, le lac Françoise (rivière Opawica), le lac La Ronde, le lac Lessard, le lac Lichen (rivière Opawica), puis vers le nord en traversant le lac Wachigabau et le lac Opawica, jusqu’à sa confluence avec la rivière Chibougamau ; cette confluence constituant la source de la rivière Waswanipi.
Le cours de cette dernière coule vers l’ouest et traverse successivement la partie nord du lac Waswanipi, le lac au Goéland et le lac Olga, avant de se déverser dans le lac Matagami ; ce dernier se déverse à
son tour dans la rivière Nottaway, un affluent de la Baie de Rupert (Baie James).
La confluence de la rivière Hébert avec la rivière Opawica est située à :
- 11,7 km au sud-est de l’embouchure du lac Doda ;
- 65,6 km au sud-est de l’embouchure de la rivière Opawica (confluence avec la rivière Chibougamau), soit la tête de la rivière Waswanipi ;
- 86,9 km au sud-ouest du centre-ville de Chibougamau ;
- 54,1 km au sud-ouest du centre du village de Chapais (Québec) ;
- 79,4 km au nord du centre du village de Obedjiwan (situé sur la rive nord du Réservoir Gouin).
- 341 km au sud-est de l’embouchure de la rivière Nottaway.

## Toponymie
À différentes époques de l’histoire, ce territoire a été occupé par les Attikameks, les Algonquins et les Cris. Le terme « Hébert » constitue un patronyme de famille d’origine française.
Le toponyme « rivière Hébert » a été officialisé le 5 décembre 1968 à la Commission de toponymie du Québec.